# Élections législatives jamaïcaines de 1980
Des élections législatives ont lieu en Jamaïque le 30 octobre 1980. Elles sont remportées par le Parti travailliste de Jamaïque, qui gagne 51 sièges sur 60. La participation est de 86,9 %.

## Résultats
| Parti                          | Votes   | %    | Sièges | +/- |
| ------------------------------ | ------- | ---- | ------ | --- |
| Parti travailliste de Jamaïque | 502 115 | 58,9 | 51     | +38 |
| Parti national du peuple       | 350 064 | 41,1 | 9      | -38 |
| Independents                   | 527     | 0,1  | 0      | New |
| Invalid/blank votes            | 8 040   | –    | –      | –   |
| Total                          | 860 746 | 100  | 60     | 0   |
| Source : Nohlen                |         |      |        |     |